# Ca l'Escala (Masquefa)
Ca l'Escala és una obra de Masquefa (Anoia) inclosa a l'Inventari del Patrimoni Arquitectònic de Catalunya.

## Descripció
Edifici entre mitgeres de planta baixa i dos pisos que originalment estava cobert amb terrat. La façana és simètrica amb les obertures disposades en tres eixos. Destaca la decoració amb elements modernistes especialment els guardapols de les obertures, les mènsules que suporten les lloses dels balcons i els remats de les pilastres extremes de la façana i la barana del terrat. És remarcable el treball del ferros de les reixes de la planta baixa i les baranes dels balcons.

## Història
El promotor i propietari va ser Anton Escala qui fou també el mestre d'obres de l'edifici. Durant els anys 1940-1980 en els pisos hi havia hagut escoles. El 1972 es cobrí el terrat i es feren unes golfes.